# Strenx
Кевин Баеза (фр. Kévin Baéza, род. 4 февраля 1991), также известный под ником Strenx — французский киберспортсмен по QuakeLive. До fnatic Strenx выступал за команду Frag Dominant.
Известность приходит к игроку в 2008 году, когда он неожиданно занимает второе место на турнире DreamHack Winter 2008. Через два года Кевин Баеза успешно выступает ещё на одном турнире этой серии, став бронзовым призёром DreamHack Summer 2010.
Ник игрока происходит от английского слова «сила» (англ. strength).

## Достижения
2008 год
- DreamHack Winter 2008 (Швеция, Йёнчёпинг) — 492$

2010 год
- DreamHack Summer 2010 (Швеция, Йёнчёпинг) — 643$
- BEAT IT Quake Live (Швеция, Йёнчёпинг) — 1500$